# Bojangles Coliseum
«Боджанглс Колизеум» (англ. Bojangles Coliseum) (ранее «Индепенденс Арена» и «Крикет Арена») — многоцелевая арена на 8600 мест, расположенная в Шарлотте, штат Северная Каролина, США. Она управляется Charlotte Regional Visitors Authority, которая также курирует близлежащий «Овенс Аудиториум» и Конференц-центр Шарлотта. Спонсором прав на наименование является сеть ресторанов «Bojangles». Фирменная куполообразная крыша здания сделана из олова, а не из стали или железа. Диаметр купола составляет 332 фута, а его высота достигает 112 футов.

## Названия
«Шарлотт Колизеум» (1955–1988), «Индепенденс Арена» (1993–2001), «Крикет Арена» (2001–2008), «Боджанглс Колизеум» (2008–н.в.)